# 南蛮賊
南蛮賊（なんばんぞく）とは、平安時代の長徳3年、西暦997年に九州沿岸への襲撃事件を起こした海賊集団。起こした事件については筑紫之騒動（つくしのそうどう）もしくは南蛮峰起（なんばんほうき）とも。

## 概要
長徳2年（996年）、賊徒が大隅国を襲撃し、400人を連れ去る。大宰府はこのときの事は朝廷に報告せず、翌年の事件の際に報告した。
長徳3年（997年）の9月ごろ、賊徒が大宰府管内の薩摩、筑後、筑前、壱岐、対馬を襲い（『権記』では「肥前、肥後、薩摩など」）、人々を殺害したり家を焼いたり物を略奪し、さらに男女300人が攫われたという。大宰府の大宰大弐藤原有国はそのことを朝廷に報告するために書状を携えた使者を9月14日に都に向けて送り、また徴兵して要害を警固させた。
同年10月1日、都に大宰府からの使者が到着し（大宰府からの使者が都に着くまで半月もかかったことは後で問題になった）、朝廷に襲撃を報告する。
報告書によると賊徒は奄美嶋人。現地では奄美嶋人とは別に高麗の軍船500隻が押し寄せてくるといった浮言（デマ）が流れて混乱状態だという。深夜左大臣藤原道長以下が陣座に集まり、対応を協議した。右大臣藤原顕光は、夜も遅いので日を改めることを提案したが藤原実資は緊急な内容であり、すぐに天皇に報告することを主張し、他の貴族達も実資の意見に同意したため藤原道長は大外記中原致時を呼び大宰府からの書状を貴族達に見せ対応を協議した。
同年11月、大宰府は賊徒約40人を討ち取ったことを朝廷に報告。
長徳4年（998年）9月、大宰府は貴駕島に南蛮の捕縛を命じたことを朝廷に報告。
長保元年（999年）8月、大宰府が朝廷に対し、賊徒を追討したことを報告。
その後寛仁4年（1020年）12月にも南蛮賊徒が薩摩への襲撃を行ったという。

## 賊徒の正体
賊徒の素性については以下のような記述がある。
- 『小右記』（藤原実資による日記） - 頭書（見出し）には「高麗国の賊」。本文中では冒頭は「高麗国人」、その後は「奄美嶋人」
- 『権記』（藤原行成による日記） - 南蛮
- 『日本紀略』（平安時代の歴史書） - 南蛮
- 『百練抄』（鎌倉時代の歴史書） - 高麗国人

南蛮とは本来、華南以南の東南アジアなどに住む非漢族系の民族のことである。
『小右記』の記述によると朝廷への第一報では「高麗国人」で、使者が届けた大宰府大宰大弐藤原有国による書状の文面では「奄美嶋人」であり、また文中では奄美嶋人とは別に高麗の軍船が日本に向かっているとの噂が流れているがこれは浮言（デマ）であるとしており、藤原有国が賊徒を高麗人とは区別して観察している様子がうかがえる。
この事件は鎌倉時代に書かれた『百練抄』に賊徒が「高麗国人」であると書かれた事からしばしば新羅の入寇と同一視されるが当時の記録には「奄美嶋人」や「南蛮」とされており、平安時代の歴史書である『日本紀略』でも「南蛮」として新羅の入寇とは区別している。また新羅の入寇が最後に起きたのは寛平5年（893年）から7年（895年）か、もしくは延喜6年（906年）のことなのでそれとは100年近く間が空いていることになる。
寛仁3年（1019年）には、女真の一派とみられる集団を主体とした海賊が壱岐・対馬・九州北部に侵攻した事件（刀伊の入寇）があったが、997年の事件についても記録を残した『小右記』や『日本略紀』ではこれを起こした集団を『刀伊』として『南蛮』と同一視しておらず、『小右記』では刀伊の入寇の際に言及されるのは100年以上前の新羅の入寇の事例であり、「南蛮」については言及されない。また刀伊の入寇の翌年の寛仁4年（1020年）の襲撃を左経記では「南蛮賊徒」によるものとしており、刀伊とは区別している。
賊徒が高麗人だとすればなぜその後南蛮だとされたのか、また被害が高麗に面した九州北部ではなく薩摩などの九州南部が中心なのか、なぜ貴駕島（喜界島）に捕縛を命じたのか、なぜ高麗側の記録にはないのかという疑問があり、奄美島人だとすれば当時の奄美に対馬などの九州北部まで攻め込み数百人も一度に拉致できる勢力がいたのか、それに必要な船舶を建造できる能力があったのか、なぜ小右記の見出しや鎌倉時代に書かれた『百練抄』では高麗と書かれたのかという疑問が出てくる。また20年後の刀伊の入寇との関連とも不明である。
もっともありえそうな可能性としては奄美嶋人と高麗人が結託して海賊行為を行ったという説や中国大陸沿海部からの海賊集団が主体だったという説やフィリピンのビサヤ人の海賊が北上したという説がある。ビサヤ人説とは宋代の淳熙年間（1174年 - 1189年）に毗舍邪（ビサヤのことか）なる集団が中国沿岸を襲ったことがあったため、これが以前は日本を襲っていたとする説である。
この他に襲撃の原因として交易上のトラブルや交易ルートである貝の道を巡る争いだったという指摘もなされている。

### 高麗牒状事
賊徒が九州各地を襲う3～4か月前の長徳3年（997年）5月、高麗国からの使者が来朝し牒（書状）を渡したがその内容が「日本国を辱める文言」があるとして問題になり、朝廷での審議の結果、国内各地の要害を警固するよう命令を出し、さらに北陸・山陰道にも官符を下すかどうかや日本海側の在留宋人を九州に移送するかどうかを検討するなど緊迫した状態になった。一方で牒が高麗のそれに似ていないように見え、このことから宋の謀略なのではないかという疑いを持った他、牒を持ってきた高麗の使者は高麗人ではなく日本人であり高麗に戻さず処罰することを命じたという。
牒の具体的な内容ははっきりしていないが、『権記』には10月の賊徒来襲についての記事に賊徒の事とは別に以前、日本人が鶏林府（高麗の異称）に赴いて不法行為を行っていないか調べるよう大宰府に命じたことがあったとの記述があり、このことから石井正敏は牒の内容は高麗沿岸を何者かが襲撃して高麗政府はこれを日本人によるものとして日本側に抗議した内容だったのではないかと推測しており、また牒を受け取った日本側は高麗が報復として攻め込んでくるのではないかと戦々恐々としており、当時の記録に九州を襲った賊徒について南蛮の表記とは別に第一報に高麗人とあるのは襲撃の際に状況が把握できず遂に高麗が来襲したのだと早合点したのではないかとしている。

### 貴駕島
貴駕島は喜界島のこととされており、歴史文献に喜界島が登場した最初の例である。
大宰府は直接追討軍を送るのではなくそこにあったなんらかの統治組織に追討命令を出したようである。このことから当時の朝廷の影響力は喜界島まで及んでいるが直接統治はできておらず、また喜界島より先の奄美大島などには朝廷の支配が及んでいないことがわかる。
喜界島からは9世紀から15世紀にかけての城久遺跡群が1990年代に発見されており、ここからは300棟以上の掘立柱建物跡が発見されている他、九州系土師器、須恵器、白磁器、初期竜泉窯青磁器・同安窯系青磁器・越州窯系青磁（南宋産）、灰釉碗陶器・初期高麗青磁器、朝鮮系無釉陶器、滑石製石鍋（肥前産）、滑石混入土器（朝鮮産）、カムィ焼などが大量に出土し、南西諸島におけるグスク時代以前の遺跡では最大のものとなっている。埋葬方法も土葬、火葬、焼骨再葬など多様であり、違った文化の人々が共存していた様子が分かる。
この遺跡の発見により律令時代の日本における最果ての辺境の地だと思われていた貴駕島（喜界島）には当時大規模な交易都市があったことが判明した。出土品の特徴からは日本本土や沖縄本島、さらには奄美大島の在来のものとも違う文化の人々が生活していたようであり、高麗と直接交易するなど朝鮮半島との結びつきが強かったようである。
その後、吾妻鏡の1187年の記録には貴海島（喜界島）について、1160年に薩摩からかの地へ逐電した阿多忠景（平忠景）を平清盛が追討しようとしたが追手の船が島に辿りつけず断念した例を挙げて日域かどうかも怪しいと書かれており、この頃までには朝廷は同島の統治を失っていたようである。また1244年の『漂到流求国記』では貴海国（喜界島）は流求（琉球）や南蕃（南蛮）と区別されている。一方で城久遺跡の終期は15世紀であることから日本本土からの統治の有無の影響は無く、自立した統治を確立していたようである。
平安時代以降の日本では朝鮮と琉球（沖縄南西諸島）はしばしば混同された（例：うるまの島）。

### 古典史料
- 『小右記』
- 『権記』
- 『日本紀略』
- 『百練抄』
- 『左経記』

### 現代文献
- 石井正敏 『石井正敏著作3　高麗・宋元と日本』　勉誠出版、2017年
- 鈴木靖民『日本古代の周縁史―エミシ・コシとアマミ・ハヤト』　岩波書店、2014年
- 吉成直樹 『琉球王国は誰が作ったのか〜倭寇と交易の時代』　七月社、2020年
- 鹿児島国際大学付置地域総合研究所編『沖縄対外交流史』　日本経済評論社、2004年